# Alireza Emamifar
Alireza Emamifar (Shiraz, 16 settembre 1974) è un allenatore di calcio ed ex calciatore iraniano.

## Carriera
Per quanto riguarda la carriera nel calcio giocato, ha giocato nel campionato iraniano e belga.

### Nazionale
Con la maglia della nazionale ha preso parte alla Coppa d'Asia 2000.